# Grid 2
GRID 2 è un videogioco simulatore di guida sviluppato presso Codemasters per PlayStation 3, Xbox 360 e Microsoft Windows, pubblicato il 28 maggio 2013 in Nord America e il 31 maggio 2013 in Europa. GRID 2 è il seguito di Race Driver: GRID pubblicato nel 2008. Il primo trailer del gioco è stato pubblicato l'8 agosto 2012. Mentre il secondo e terzo trailer del gameplay furono pubblicati il 13 maggio 2013. Il 22 gennaio 2014 viene pubblicato solo in versione digital delivery per PS3 e Steam GRID 2 Reloaded Edition che contiene il gioco e tutti i DLC distribuiti dopo l'uscita.
Nel settembre 2014 Feral Interactive ha rilasciato la Reloaded Edition per Mac.
Il 22 aprile 2014 con un trailer di annuncio è stato annunciato il seguito, GRID Autosport.

## Caratteristiche
Questo capitolo si basa sulla versione 3.0 del motore grafico proprietario EGO Engine, garantendo quindi un'esperienza di gioco molto più dettagliata e coinvolgente che in passato. Codemasters promette di evolvere quanto di buono è stato fatto dal capitolo precedente con l'adozione inoltre di un nuovo modello di guida e motore fisico per la gestione delle collisioni: novità anche per la Carriera e per il multiplayer, con l'introduzione, in entrambi i casi, di inedite modalità e di eventi speciali sviluppati per esaltare la doppia natura simulativa e arcade della saga. È assente la visuale all'interno dell'abitacolo delle vetture. Tra le caratteristiche del gioco c'è il sistema LiveRoutes che permette di cambiare una parte del tracciato da un giro all'altro rendendo ogni gara imprevedibile, e una modalità hardcore per giocatori più smaliziati senza aiuti alla guida e per questo prettamente simulativa. Sono disponibili nel gioco 82 piste sparse in giro per il mondo e molte delle quali presenti nelle varianti diurne e notturne.

## Trama
Come nei primi 3 capitoli di TOCA Race Driver, c'è una trama che lega i vari eventi della modalità carriera: un misterioso imprenditore, Patrick Callahan, vuole creare il World Series Racing, evento itinerante che comprende vari tipi di competizione, e che susciterà l'interesse dell'ESPN.

## Eventi
Oltre alla gara tradizionale, ci sono vari eventi:
- Frontale: sfida tra 8 piloti in tre turni, chi vince una gara passa al successivo;
- Eliminazione: il concorrente che dopo 20 secondi si trova all'ultimo posto deve ritirarsi;
- Traguardi: bisogna conquistare il maggior numero possibile di traguardi, che forniscono tempo aggiuntivo;
- Derapate: vince il pilota che ottiene più punti compiendo tali acrobazie;
- Touge: serie al meglio di tre gare, si vince sia normalmente sia dando 5" di distacco al rivale;
- Sorpasso: bisogna conquistare il maggior numero di punti sorpassando dei pick-up;
- Resistenza: vince il pilota che nel tempo prefissato ha percorso più strada.
- Gara a tempo: il pilota più veloce sul giro vince. È usata anche nell'Autosfida.

## Lista auto
- Alfa Romeo 4C (2012)
- Alfa Romeo 8C Competizione
- Alfa Romeo Giulietta
- Ariel Atom
- Aston Martin One-77
- Aston Martin V12 Zagato (2012)
- Aston Martin Vanquish (2012)
- Audi R8 LMS
- Audi RS5 2012
- Audi TT RS Roadster (2010)
- BAC Mono
- BMW 1 M Coupé [E82]
- BMW 320si WTCC [E90]
- BMW M3 [E30]
- BMW M3 [E92]
- Bugatti Veyron Super Sport
- Caterham-Lola SP300R
- Chevrolet Camaro Mk. II
- Chevrolet Camaro Mk. V
- Chevrolet Corvette C6
- Chevrolet Cruze WTCC
- Dallara DW12
- Dodge Challenger
- Dodge Charger
- Ford F-150 SVT Raptor (2011)
- Ford Focus ST Mk. III (2013)
- Ford Mustang Mk. I (1970)
- Ford Mustang Mk. V (2012)
- Honda Civic 2008
- Honda NSX-R (2005)
- Honda S2000
- Hyundai Genesis Coupé (2013)
- Jaguar XKR-S Mk. II
- Koenigsegg Agera R
- KTM X-Bow R
- Mazda RX-7
- McLaren F1
- McLaren MP-12C
- McLaren MP4-12C GT3 (2012)
- Mercedes-Benz 190 E Evolution II
- Mercedes-Benz C 63 AMG (2010)
- Mercedes-Benz SL 65 AM
- Mercedes-Benz SLR McLaren
- Mercedes-Benz SLR McLaren 722 GT [C199] (2007)
- Mercedes-Benz SLS AMG GT 3
- Nismo Skyline
- Nissan 370Z Roadster
- Nissan Fairlady Z
- Nissan GT-R (2009)
- Nissan Silvia Mk. VII
- Nissan Skyline
- Pagani Huayra
- SRT Viper GTS (2013)
- Subaru BRZ
- Subaru Impreza
- Volkswagen Golf R VI
- Volkswagen Scirocco Mk. III
- Volvo S60 BTCS
- Zenvo ST1

## Accoglienza
| Testata                         | Versione | Giudizio |
| ------------------------------- | -------- | -------- |
| Metacritic (media al 30-5-2013) | PC       | 80/100   |
| Metacritic (media al 30-5-2013) | PS3      | 82/100   |
| Metacritic (media al 30-5-2013) | X360     | 78/100   |
| Destructoid                     | -        | 6/10     |
| Game Informer                   | -        | 8.25/10  |
| GameRevolution                  | -        | [ 10 ]   |
| GameSpot                        | -        | 8.5/10   |
| GamesRadar+                     | -        | [ 12 ]   |
| Hardcore Gamer                  | -        | 4/5      |
| IGN                             | -        | 8/10     |
| Joystiq                         | -        | [ 15 ]   |
| PC Gamer                        | -        | 82/100   |
| Gamer Network                   | -        | [ 17 ]   |
| The Guardian                    | -        | [ 18 ]   |

Grid 2 ha ricevuto un'accoglienza positiva dalla critica dopo l'uscita. Stando alle recensioni aggregate sul sito di Metacritic, la versione PC è stata votata 80/100, mentre quella PlayStation 3 è stata votata 82/100, e quella Xbox 360 78/100.